# 기술자본주의
기술자본주의(Technocapitalism) 또는 기술자본주의(tech-capitalism)는 새로운 기술 분야의 등장, 기업의 권력과 새로운 형태의 조직과 관련된 자본주의의 변화를 가리킨다. 기술자본주의는 지속적 혁신, 글로벌 경쟁, 정보와 통신의 디지털화, 디지털 네트워크 와 플랫폼의 중요성 증대 등을 특징으로 한다.

## 기업의 권력과 조직
Luis Suarez-Villa는 2009년 저서 Technocapitalism: A Critical Perspective on Technological Innovation and Corporatism에서 창의성 과 새로운 지식 과 같은 무형 자산을 활용하도록 설계된 새로운 형태의 기업 조직을 생성하는 자본주의의 새로운 버전이라고 주장한다. 그가 실험주의 조직으로 언급하는 이 새로운 조직들은 제조업과 서비스 생산과 대조적으로 기술 연구에 뿌리를 두고 있다. 또한 이들은 연구 결과물을 기업이 지적 재산으로 이용하는 것에 크게 의존하고 있다.
이 접근 방식은 Suarez-Villa가 2012년 저서인 Globalization and Technocapitalism: The Political Economy of Corporate Power and Technological Domination 에서 더욱 발전시켰다. 여기서 그는 기술 자본주의의 출현을 세계화 및 기술 자본주의 기업의 성장하는 힘과 연관시킨다. 기업체들이 도입한 새로운 권력 관계를 고려할 때, 창조성과 새로운 지식과 같은 무형자산과 지적 재산, 기술 인프라를 포함한 무형적 축적의 새로운 형태를 고려한다. 글로벌화에 대한 이 관점과 테크노캐피탈리즘과 그 기업체의 영향은 무형자산의 증가하는 글로벌 중요성, 테크노캐피탈리즘의 선두국가와 그렇지 않은 나라들 간의 격차, 나라 간 뇌 인력 이동의 중요성, 그리고 20세기 후반의 전통적인 군사-산업 복합체를 신속하게 대체하고 있는 기술-군사-기업 복합체의 등장 등을 고려한다.
기술자본주의 뒤에 있는 개념은 과학과 기술을 자본주의의 진화와 연관시키는 사고방식의 일부이다. 이 자본주의 진화의 핵심 개념은 과학과 기술이 사회와 분리되어 있지 않다는 것이다. 즉, 과학과 기술은 별도의 현실에서 존재한다는 것이 아니라 사회의 일부이며 사회 행동과 인간 결정의 영역 밖에 있는 것이 아니라는 것이다. 과학과 기술은 사회의 일부이며, 다른 모든 인간 노력과 마찬가지로 자본주의의 우선순위에 영향을 받거나 심지어 더 많은 영향을 받다.  존 버날(John Bernal) 과 같은 20세기 초반의 저명한 과학자들은 과학이 사회적 기능을 갖고 있으며 사회와 별개의 것으로 볼 수 없다고 단정했다. John Haldane 과 같은 당시의 다른 과학자들은 과학을 사회 철학과 연관시켰으며 사회 분석에 대한 비판적 접근 방식이 과학 및 과학의 필요성에 대한 우리의 이해와 얼마나 관련이 있는지 보여주었다. 우리 시대에 이러한 사고 방식은 Andrew Feenberg 와 같은 철학자들이 기술과 과학에 대한 비판적 이론 접근 방식을 채택하고 적용하도록 장려하여 과학 및 기술 결정과 그 결과가 사회와 환경에 의해 자본주의와 그 제도에 어떻게 형성되는지에 대한 많은 중요한 통찰력을 제공했다.
테크노캐피탈리즘라는 용어는 다른 저자가 위에서 설명한 측면과 아이디어와는 크게 다른 측면을 가리키기도 했다. 디네시 오수자(Dinesh D'Souza)는 실리콘밸리에 대해 기사에서 이 용어를 사용하여 고기술 중심의 지역 경제에서의 기업 환경과 벤처 자본 관계를 설명했다. 그의 접근은 경영 학술지와 기업 관리 문헌과 일치했다. 어떤 신문 기사들도 가끔 이 용어를 사용하여 고급 기술이 경제에서의 중요성을 나타내기 위해 일반적인 의미로 사용하기도 했다.

## 기술 자본주의의 형태
테크 캐피탈리즘은 다양한 형태를 띨 수 있다. 예를 들어, 지적재산(IP) 기반 자금 조달은 새로운 기술의 특허와 등록된 지적재산이 자본주의를 구축하는 도구로 사용된다. 또는 부채 기반 자본은 새로운 혁신적인 기술이 자금 조달이나 임대를 확보하기 위한 담보로 사용될 수 있다. 블록체인 자본과 같은 ICO(Initial Coin Offering)또한 테크 캐피탈리즘의 한 형태로 볼 수 있다.

## 같이 보기
- 사이버펑크
- 혁신
- 정보화 사회
- 지식 재산권
- 과점
- 정치경제학
- 연구개발
- 감시 자본주의
- 기술적 특이점
- 기술적 실업